# RJ-118
A RJ-118 é uma rodovia brasileira do estado do Rio de Janeiro.
Com 24 quilômetros de extensão, liga a RJ-106, próximo ao bairro Manuel Ribeiro, no município de Maricá, ao distrito de Sampaio Corrêa, em Saquarema.
É principal acesso à localidade de Jaconé. Por cerca de 12 quilômetros, entre Ponta Negra, ainda em Maricá, e Jaconé, a rodovia foi completamente pavimentada durante o ano de 2010, a inaguração da pavimentação ocorreu no mês de outubro desse ano. Sendo mais uma das vias alternativas para a Região dos Lagos. com a implementação de túnel sob a Serra do Mato Grosso, o trecho existente da rodovia Amaral Peixoto da serra, passará a ser da via.